# Niederbuchsiten
Niederbuchsiten (toponimo tedesco) è un comune svizzero di 1 122 abitanti del Canton Soletta, nel distretto di Gäu.